# Antiquarium stabiano
L'Antiquarium stabiano va ser un museu arqueològic situat a Castellammare di Stabia que va recollir una col·lecció d'unes 8.000 troballes del jaciment arqueològic de l'antiga ciutat de Stabiae. Va ser tancat a finals de la dècada del 1990 per ser substituït l'any 2020 pel Museu Arqueològic d'Estàbia Libero D'Orsi.

## Història
L'Antiquarium stabiano es va inaugurar l'any 1958 a instàncies de Libero D'Orsi, que l'any 1950 havia dut a terme una campanya d'excavació al turó de Varano per treure a la llum els vestigis de l'antiga ciutat romana de Stabiae. El museu es va construir a diferents sales d'una escola secundària de Castellammare di Stabia de la qual Libero D'Orsi era el director, i va arribar a recollir més de 8.000 artefactes, no només de les vil·les estabianes, sinó també d'altres edificis que al llarg dels anys es van explorar a la zona que una vegada van formar part de l'anomenat ager stabianus.

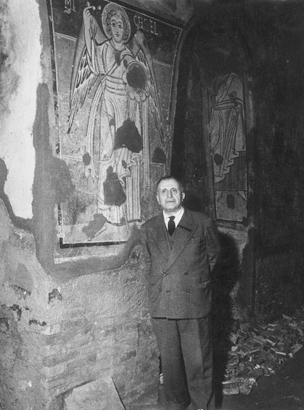
Libero D'Orsi, el fundador de l'Antiquarium stabiano, a l'interior de la Gruta de San Biagio
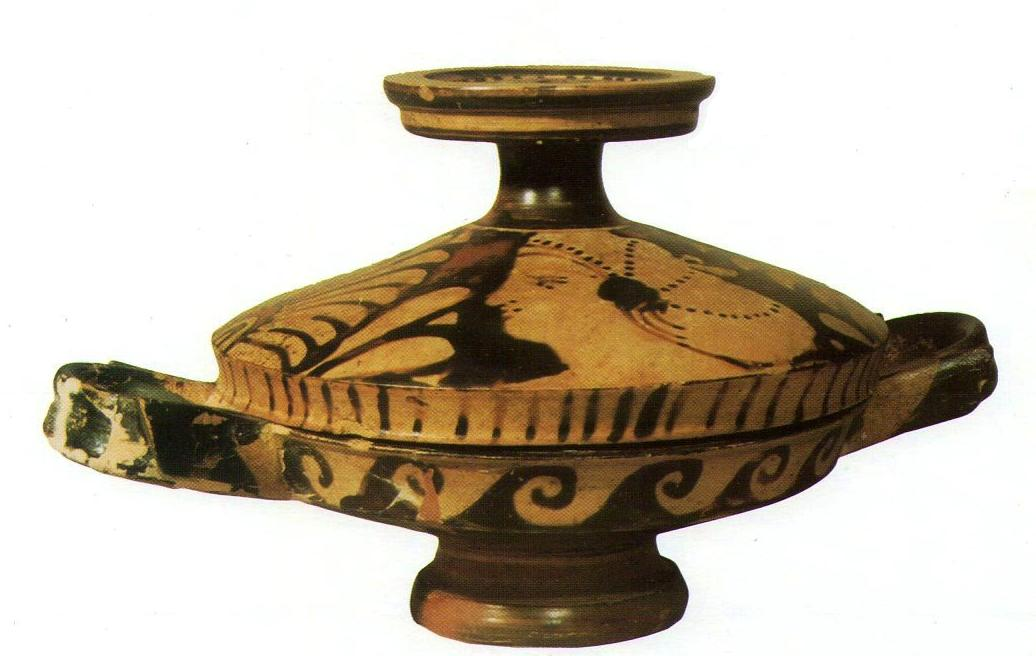
Una lècana amb figures vermelles
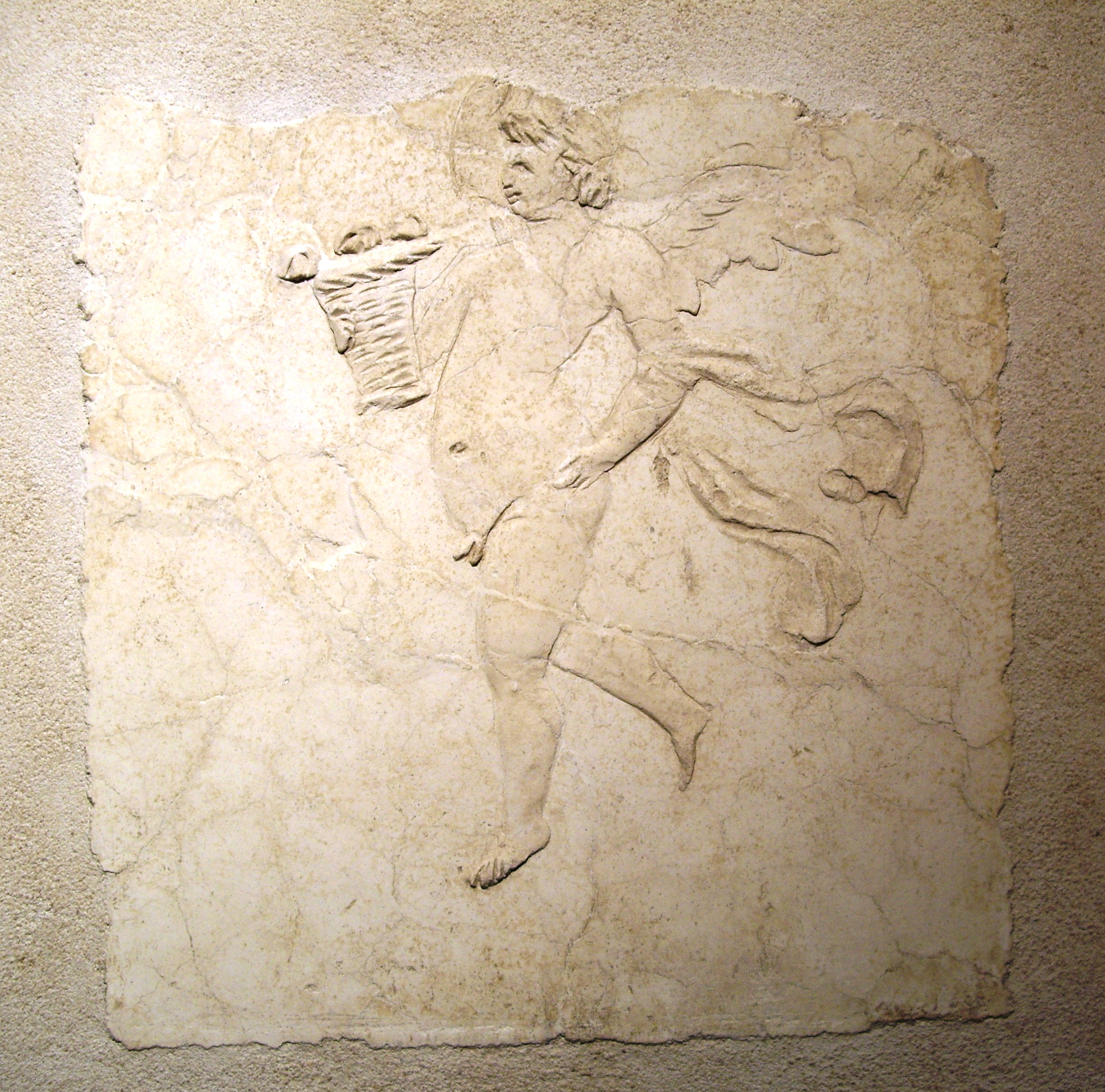
Amoret amb un cistell

Va romandre obert fins a finals de la dècada del 1990 i després va quedar tancat a l'espera d'una millor ubicació. A més, gran part de la col·lecció ha estat retirada del seu emplaçament original per formar part de les exposicions Otium Ludens i In Stabiano, mentre que una petita part de les troballes ha estat traslladada al Museu diocesà sorrentí-estabià.
L'Antiquarium stabiano va ser substituït l'any 2020 pel Museu Arqueològic d'Estàbia Libero D'Orsi, que va incorporar la seva col·lecció, situada al Palau de Quisisana.

## Descripció
El museu estava dividit en onze sales, de les quals la II, la V i la X eren utilitzades com a magatzem.
- La sala I contenia dues vitrines, setze antefixes, quatre àmfores i un doli (totes de terracota), dues esteles funeràries, dos capitells dòrics de tuf que es remunten al segle iv aC i cinquanta-sis frescos, la majoria procedents de l'atri de la Vil·la de Sant Marc. Entre aquests frescos destacaven Èdip interroga l'Esfinx, Paisatge amb escena mística, Paisatge fluvial nilòtic amb arquitectura, Júpiter redimit, Dionís, Pan músic i cabra, Acteó esquinçat per llops,[7] i restes de l'esquerdejat que representen rostres de dones, animals i peixos.[8] A la mateixa sala hi havia un cap que representava la Medusa i un fragment de paret de la Vil·la de Sant Antoni Abad, en el qual es pot llegir el grafit «Stabiani hic sine thalamo»; és una troballa fonamental per a la història d'Estàbia, ja que és el testimoni escrit més antic en què es reconeix la paraula Stabiani.[9]

- A la sala II es van recollir vint-i-sis estucs de la Vil·la Petraro, especialment de les zones termals, entre els quals hi havia els que representaven dos boxejadors, Dèdal i Pasífae, Aura a Cervis, Psique, Narcís, Eros, la Personificació del riu Sarno, un Sàtir amb una cabra i un Sàtir amb un ríton, i nombrosos fragments de frescos procedents tant de la Vil·la de Sant Marc com de la Vil·la d'Arianna com la Quadriga d'Hèlios, Apol·lo l'arquer, el Pastor i la cabra, Paisatge de la vil·la marina i el Grup de Teseu. Després hi havia quatre vitrines que contenien més de dos-cents objectes trobats a la necròpolis d'Estàbia, en particular gerros (corintis, campanis i samnites), buccheros, i un cílix àtic de l'escola dels minotauristes; També hi havia restes d'origen romà, com un plat en pasta de vidre, frontisses de portes, llànties d'oli i vint-i-dos objectes de vidre.[10]

- A la sala III s'hi van exposar nou àmfores, una olla, un stamnos de terracota i trenta-vuit petits frescos de la Vil·la de Sant Marc i de la Vil·la d'Ariadna. Els frescos mès destacats de la Vil·la de Sant Marc eren el Planisferi,[10] Melpòmene,[11] Minerva, el Cavaller caçant, Medusa Passardi, Hermes i diversos paisatges i natures mortes, com representacions de fullatge, caça i figues. Els frescos més destacats de la Vil·la d'Ariadna eren Teseu en poder de Minerva, Centaure marí amb nen, Centaure amb nena i dona, i Estètica. La sala es completa amb cent setanta peces més trobades a la necròpolis, com ara gerros corintis i àtics, fíbules, objectes de bronze i gerros.[12]

- A la sala IV hi havia els frescos procedents de la Vil·la de Carmiano, caracteritzats per l'estil típicament hel·lenístic. Entre les diverses obres es trobaven el Triomf de Dionís, Bacus i Ceres, Neptú i Amimone, un Silè, un Sàtir jove, i un fresc que representa Tetis portant Aquil·les sobre un caballet de mar a les Illes Afortunades.[12] També es va reconstruir un lararium, amb una edícula d'estuc emmarcada per dues columnes, a la part inferior de la qual estava Minerva armada i asseguda en un tron; l'obra acaba amb el dibuix d'una serp en l'acte de menjar ous i fruita, ofert per els propietaris de la vil·la.[13] D'un cubiculum de la mateixa vil·la també provenia una pintura eròtica que representa una còpula a tergo.[14]

- La sala VI, de dimensions reduïdes, albergava seixanta-dos fragments de frescos (com ara una Dona afligida, un Amoret i el cap d'un ancià), caps d'estuc blanc, i seixanta-sis entre closques de petxines i d'ostres. A les parets hi havia tres restes del mosaic en opus sectile i una representació d'un Home resant prop d'una tomba, feta de manera que recorda la futura pintura impressionista.[9]

- A l'interior de la sala VII hi havia una tomba de cremació datada de l'edat del ferro amb tot el seu equipament; a l'interior hi havia ossos cremats, un ganivet, anelles i fíbules, mentre que a l'exterior havia tretze gerros arcaics. A les divuit vitrines exposades al llarg de les parets hi havia peces de ceràmica àtica, corintia i etrusca junt amb objectes d'elaboració local, objectes de bronze i ferro; en total s'hi van trobar més d'un miler d'objectes, la majoria procedents de la necròpolis de la Madonna delle Grazie. A la mateixa sala s'hi van exposar catorze frescos, entre els quals hi havia diverses natures mortes i un petit quadre del tepidarium de la Vil·la de Sant Marc,[15] set capitells de marbre, dues làpides de marbre, dues àmfores de terracota, una mola i un morter.[13]

- A la sala VIII hi havia objectes trobats durant la construcció de la capella de Sant Catello de la catedral de Castellammare di Stabia: bases de columnes, capitells, sarcòfags amb tapa, làpides, dues esteles funeràries, estàtues, frisos i àmfores de terracota. Eren característics la inscripció funerària de Gaio Longinio Proculo (formada per catorze hexàmetres dactílics i escrita en llatí clàssic)[13] i el sarcòfag de Giulio Longinio (decorat a la part central per Apol·lo, Minerva i les nou Muses, així com caballets de mar, dofins i amorets). També té una gran importància un mil·liari datat de l'any 121 que testimonia la represa de la vida a la zona després de l'erupció del Vesuvi del 79. Totes aquestes troballes van ser traslladades al Museu diocesà sorrentí-estabià.[16] La sala es va completar amb dues estàtues de marbre sarnès d'una vil·la rústica trobada sota de Pellicano i objectes de cuina de bronze trobats a la Vil·la de Carmiano.[16]

- També a l'interior de la sala IX hi havia altres troballes de la catedral, en particular setanta-sis objectes d'època romana i cristiana com ara llànties d'oli, fragments de vidre i ossos, i una peroné d'ivori que representava els sants Pere i Pau abraçant-se. També hi havia restes d'època més recent, com un monument sepulcral del segle xvi i una llosa de marbre col·locada a una torre de guaita de la ciutat, anomenada Torre Alfonsina, on havia dues inscripcions (una de 1635 i l'altra de 1795).[16] En una paret es va col·locar un portal fet amb roca de piperno del segle xv, separat de l'antiga església dedicada a Sant Francesc, després enderrocat. Els objectes d'aquesta sala, es conserven al Museu diocesà sorrentí-estabià. L'esquelet d'una dona estabiana que va morir durant l'erupció del Vesuvi del 79 també es va exposar en una vitrina.[16]

- A la sala XI hi havia vint-i-set fragments de frescos del sostre i cinquanta fragments de frescos murals que representaven dones corrents, animals, un silè i altres de dubtosa identificació, cinc elements funeraris de la necròpolis de la Madonna delle Grazie, àmfores de terracota, làpides, un capitell i un rellotge de sol. Hi havia tres escultures (dues trobades a l'interior de la Vil·la del Pastor, és a dir, l'Estàtua del Pastor), i un labrum d'una font i un crater d'alabastre procedents de la piscina de la Vil·la de Sant Marc.[17] Finalment, dues peces de mur que contenen grafits en grec, un dels quals eròtic (separats de la Villa d'Ariadna),[17] i tres lloses funeràries (una de la vil·la de la finca Pellicano i les altres dues del cementeri dels Virtii).[18]

## Galeria d'imatges
| Títol               | Tipologia | Data         | Procedència                   | Imatge |
| ------------------- | --------- | ------------ | ----------------------------- | ------ |
| Bacus i Ceres       | fresc     | segle i      | Vil·la de Carmiano            |        |
| Eros i Dionís       | fresc     | segle i      | Vil·la d'Ariadna              |        |
| Hermes              | fresc     | segle i      | Vil·la de Sant Marc           |        |
| Hipòlit             | fresc     | segle i aC   | Vil·la d'Ariadna              |        |
| Labrum              | escultura | segle i      | Vil·la del Pastor             |        |
| Minerva             | fresc     | segle i      | Vil·la de Sant Marc           |        |
| Minerva             | estàtua   | segle iii aC | Estàtua votiva de particulars |        |
| Narcís              | estuc     | segle i      | Vil·la de Petraro             |        |
| Neptú i Amimone     | fresc     | segle i      | Vil·la de Carmiano            |        |
| Pastor              | estàtua   | segle i      | Vil·la del Pastor             |        |
| Pílades             | fresc     | segle i      | Vil·la d'Ariadna              |        |
| Planisferi          | fresc     | segle i      | Vil·la de Sant Marc           |        |
| Psique              | estuc     | segle i      | Vil·la de Petraro             |        |
| Sàtir amb una cabra | estuc     | segle i      | Vil·la de Petraro             |        |
| Sàtir amb un ríton  | estuc     | segle i      | Vil·la de Petraro             |        |
| Triomf de Dionís    | fresc     | segle i      | Vil·la de Carmiano            |        |